# 줄리언 레논
줄리언 찰스 존 레논(영어: Julian Charles John Lennon, 1963년 4월 8일 ~ )은 영국의 가수이며 존 레넌의 아들이다. 그는 존 레논과 존 레논의 첫 번째 부인 신시아 레논 사이에서 태어난 아들이다. 션 레논과는 배다른 형제이다. 비틀즈의 매니저인 브라이언 엡스틴은 그의 대부이다. 그의 이름은 그의 할머니 이름인 Julia에서 따왔다. 1969년, 줄리언이 5살 때 부모님이 이혼하였으며, 외가에서 자랐다.